# OpenCart
OpenCart est un logiciel de gestion de Boutique en ligne (e-commerce). Il est basé sur PHP, utilisant une base de données MySQL et des composants HTML. Un support est fourni pour différentes langues et devises. Il est disponible gratuitement sous la licence publique générale GNU depuis 2010 en langue Française. En mai 2016, 342 000 sites Web utilisaient OpenCart.
OpenCart France est un site destiné à promouvoir et faire connaître OpenCart en France et aux pays francophones.

## Historique
OpenCart a été développé à l'origine en 1998 par Christopher G. Mann pour le CD-ROM de Walnut Creek, puis pour le centre commercial FreeBSD,. La première publication publique a eu lieu le 11 mai 1999. Développé en Perl, le projet a connu peu d’activité et les progrès ont été stoppés en 2000, lorsque Mann a envoyé un message le 11 avril, indiquant que d’autres engagements le retirait du développement d’OpenCart".
Le domaine a expiré en février 2005 avant d'être réactivé par Daniel Kerr, un développeur basé au Royaume-Uni, qui l'a utilisé comme base pour son propre logiciel de commerce électronique, écrit en PHP. La première version stable était la version 1.1.1, publiée sur Google Code le 10 février 2009.
En septembre 2014, Daniel Kerr a déclaré qu'OpenCart était le premier fournisseur de logiciels de commerce électronique en Chine  alors qu'en août 2015, ce dernier était responsable de 6,42% des volumes mondiaux de commerce électronique enregistrés par builtwith.com, derrière WooCommerce et Magento et devant OSCommerce, ZenCart et Shopify. En février 2017, il a déclaré qu'OpenCart comptait environ 317 000 sites OpenCart en direct, ce qui était, selon Kerr, beaucoup plus que Shopify ou Magento.

## Publications
- Yilmaz, Murat, OpenCart 1.4: Beginner's Guide, Packt Publishing, août 2010, 240 p. (ISBN 9781849513029, lire en ligne)
- Hasan, Tahsin, OpenCart 1.4 Template Design Cookbook, Packt Publishing, mars 2011, 328 p. (ISBN 9781849514309, lire en ligne)
- Watson, Kerry R, ShowMe Guides OpenCart 1.5 User Manual, CreateSpace Independent Publishing Platform, mars 2012, 352 p. (ISBN 978-1468142365)
- Mihail Savov, The Definitive Guide to Getting Started with OpenCart 2.x For Beginners, iSenseLabs, août 2016, 140 p. (ISBN 978-0-9966004-5-3, lire en ligne)
- iSenseLabs, OpenCart 2.0 Tips and Tricks #2, iSenseLabs, 2015, 118 p. (ISBN 978-0-9966004-1-5, lire en ligne)

## Liens complémentaires
- OpenCart France
- OpenCart Partenaires
- OpenCart Démonstration
- OpenCart Téléchargement
- OpenCart France Extensions
- OpenCart France Hébergement
- OpenCart International